# 2020年東京オリンピックのマレーシア選手団
2020年東京オリンピックのマレーシア選手団は、2021年7月23日から8月8日にかけて日本の首都東京で開催された2020年東京オリンピックのマレーシア選手団、およびその競技結果。

## メダル
| メダル | 選手名                 | 競技         | 種目         | 日付    |
| ------ | ---------------------- | ------------ | ------------ | ------- |
| 銀     | アジズルハスニ・アワン | 自転車       | 男子ケイリン | 8月8日  |
| 銅     | アーロン・チア 蘇偉訳  | バドミントン | 男子ダブルス | 7月31日 |

## アーチェリー
- 1名[1]